# Meta-morphose
『「神曲奏界ポリフォニカ」キャラクターソングアルバム Meta-morphose』（しんきょくそうかいポリフォニカ キャラクターソングアルバム メタモルフォーゼ）は、テレビアニメ『神曲奏界ポリフォニカ』のキャラクターソングが収録されたアルバム。2007年8月22日にLantisから発売、バンダイビジュアルから販売された。
主要キャラクター6人のキャラクターソングを収録している。ジャケットは描き下ろしで、ペルセルテとプリネシカが描かれている。曲に、それぞれのキャラクターが作中で使用している楽器を使用している。第2期ではキャラクターソングシングルが発売されているが、第1期ではキャラクターソングはこのアルバム1枚のみ。なお、名義のキャラクター名が第2期のシングルと違い、フルネームではなく名前のみ。

## 収録曲
1. I'm on your side -コーティカルテ キャラクターソング- [3:46]
歌：コーティカルテ（戸松遥）
作詞：羽月美久、作曲・編曲：大久保薫
2. Way to go -フォロン キャラクターソング- [4:42]
歌：フォロン（神谷浩史）
作詞：RUCCA、作曲・編曲：渡辺拓也
3. 私だけのメロディ -ペルセルテ キャラクターソング- [3:52]
歌：ペルセルテ（水樹奈々）
作詞：霜月はるか、作曲・編曲：黒須克彦
4. SAVING -プリネシカ キャラクターソング- [4:01]
歌：プリネシカ（佐藤利奈）
作詞：霜月はるか、作曲・編曲：小高光太郎
5. REAL -レンバルト キャラクターソング- [4:00]
歌：レンバルト（小西克幸）
作詞：RUCCA、作曲・編曲：川口進
6. Melody -ユフィンリー キャラクターソング- [3:42]
歌：ユフィンリー（川澄綾子）
作詞：くみはし佑、作曲：星和生、編曲：小高光太郎